# Alain Ribaux
Alain Ribaux, né le 24 février 1962 à Neuchâtel (originaire de Bevaix), est une personnalité politique suisse, membre du Parti libéral-radical.
Il siège au Conseil national de fin 2011 à août 2013. Il est conseiller d'État du canton de Neuchâtel depuis mai 2013.

## Biographie
Alain Ribaux naît le 24 février 1962 à Neuchâtel. Il est originaire de Bevaix, dans le même canton.
Il grandit à Neuchâtel et y fait toutes ses études, jusqu'à obtenir une licence en droit de l'Université de Neuchâtel et un brevet d'avocat. Après un stage dans une étude de Neuchâtel, il travaille d'abord à Zurich puis devient secrétaire au Tribunal fédéral des assurances à Lucerne. Il est président du Tribunal de district de La Chaux-de-Fonds de 1991 à 2007, juge fédéral suppléant de 1995 à 2001 et juge au Tribunal cantonal de 2007 à 2008. Il est également enquêteur pour le Tribunal pénal international pour le Rwanda d'août 1995 à février 1996,.
Il termine ses obligations militaires avec le grade de premier-lieutenant.
Il est en couple et vit à Neuchâtel, après avoir vécu cinq ans à La Chaux-de-Fonds.

## Parcours politique
Il est conseiller communal (exécutif) de la ville de Neuchâtel de mai 2008 à 2013, où il est responsable des finances, des ressources humaines et du développement économique. Il préside le Conseil communal pendant la période administrative 2011-2012.
Il siège brièvement au Grand Conseil du canton de Neuchâtel, entre avril 2009 et novembre 2011. Il est élu au Conseil national en octobre 2011, prenant la place de la sortante Sylvie Perrinjaquet. Il y siège à la Commission des institutions politiques (CIP).
Le 19 mai 2013, il est élu au Conseil d'État du canton de Neuchâtel pour un mandat de quatre ans. Il est réélu le 2 avril 2017 et le 9 mai 2021. Il est à la tête du Département de la justice, de la sécurité et de la culture, renommé en 2021 en Département de l'économie, de la sécurité et de la culture. Il poursuit et achève à ce titre la rénovation des établissements pénitentiaires de Bellevue (Gorgier) et La Promenade (La Chaux-de-Fonds) initiée par son prédécesseur Jean Studer,.
Il annonce en août 2024 ne pas se présenter pour un quatrième mandat en 2025.

### Positionnement politique
Il est qualifié de libéral humaniste par son collègue de parti Fathi Derder, « à droite sur les questions économiques tandis qu'il est davantage centriste pour les aspects de société ».

## Autres mandats
Il est notamment vice-président de l’Institut neuchâtelois et de la commission de discipline de la Ligue suisse de football.